# Wilnianśk
Wilnianśk (ukr. Вільнянськ) – miasto na Ukrainie, w obwodzie zaporoskim, siedziba władz rejonu wilnianskiego.